# سوني غرير
سوني غرير (بالإنجليزية: Sonny Greer)‏ هو عازف جاز وملحن أمريكي، ولد في 13 ديسمبر 1895 في لونغ برانش في الولايات المتحدة، وتوفي في 23 مارس 1982 في نيويورك في الولايات المتحدة.

## وصلات خارجية
- سوني غرير على موقع IMDb (الإنجليزية)
- سوني غرير على موقع ميوزك برينز (الإنجليزية)
- سوني غرير على موقع أول ميوزيك (الإنجليزية)
- سوني غرير على موقع ديسكوغز (الإنجليزية)